# Max Joseph (Mediziner)

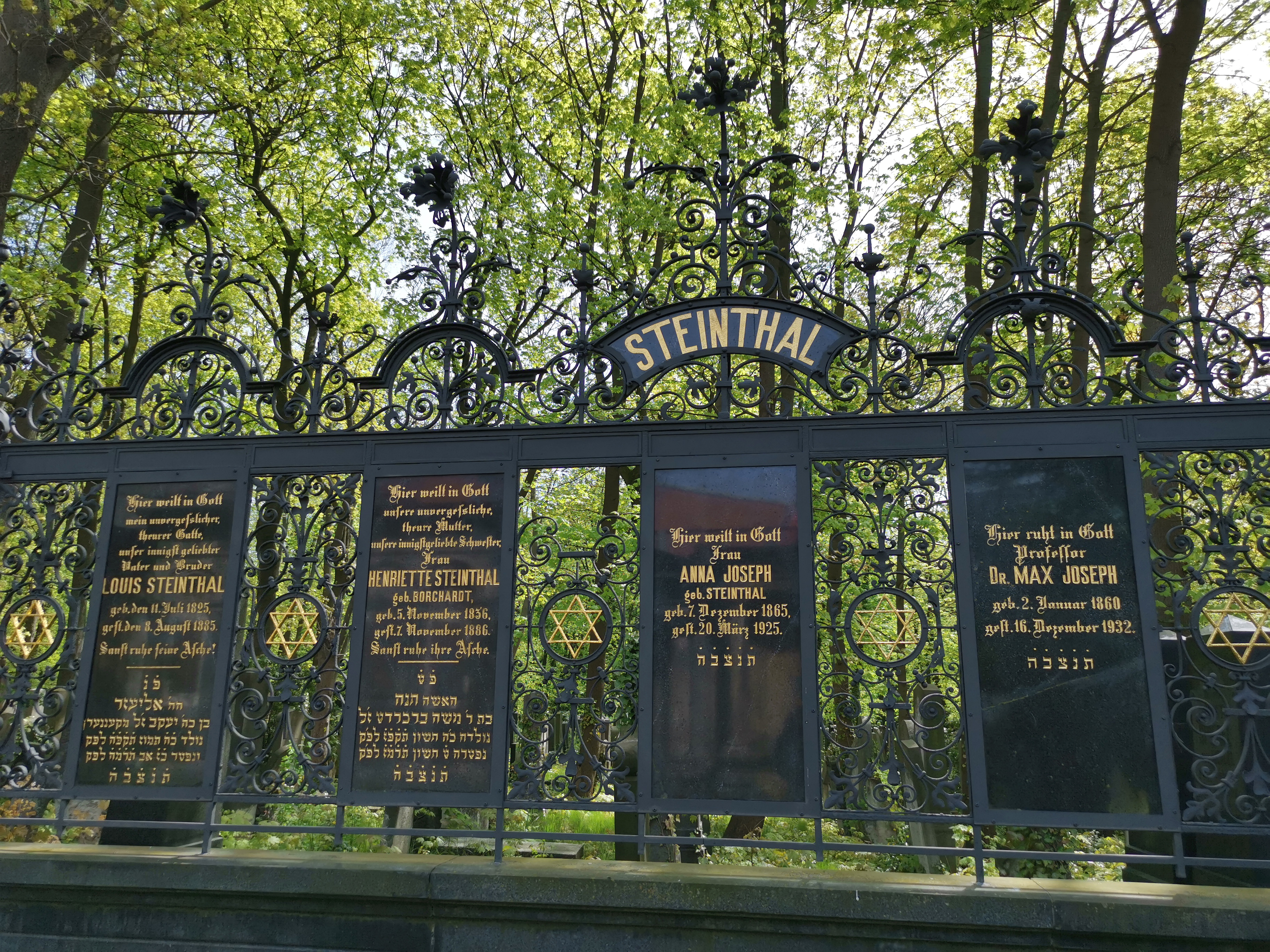
Grab auf dem Jüdischen Friedhof Berlin-Weißensee, Feld B 1

Max Joseph (2. Januar 1860 in Gerdauen – 17. Dezember 1932 in Berlin) war ein deutscher Dermatologe. Er wurde besonders bekannt durch sein über viele Auflagen von 1892 bis 1923 erschienenes Lehrbuch der Haut- und Geschlechtskrankheiten.

## Leben und Wirken
Max Joseph besuchte das Altstädtische Gymnasium in Königsberg und besuchte dann die Universität Bonn, wo er seit 1881 der Bonner Burschenschaft Frankonia angehörte. Er schloss sein Studium der Medizin an der Universität Könisgberg mit seiner Dissertation Zeitmessende Versuche über Athmungs-Reflexe ab. Danach war er Assistenzarzt bei Moriz Kaposi in Wien. Nach 1886 lebte er in Berlin, wo er ab 1887 eine dermatologische Privatklinik betrieb. 1890 begann er mit Kursen zur Dermatologie und über Geschlechtskrankheiten für Fachkollegen, die in diesem Kreis hohes Ansehen genossen.
1892 erschien die erste Auflage seines Lehrbuches der Hautkrankheiten für Aerzte und Studierende, 1894 die erste Auflage seines Lehrbuches der Geschlechtskrankheiten für Aerzte und Studierende. Beide erlangten eine ähnlich große Verbreitung wie die Lehrbücher von Moriz Kaposi bzw. Edmund Lesser. Ab der 2. Auflage erschienen beide Lehrbücher als Lehrbuch der Haut- und Geschlechtskrankheiten (Band 1: Hautkrankheiten, Band 2: Geschlechtskrankheiten). Ab 1915 erschienen beide wieder separat als Lehrbuch der Hautkrankheiten für Ärzte und Studierende (8. Auflage 1915) bzw. Lehrbuch der Geschlechtskrankheiten für Ärzte und Studierende (7. Auflage 1915).
Bekannter wurden auch seine histologischen Arbeiten, besonders sein Dermato-histologischer Atlas (englische Ausgabe unter dem Titel Atlas of cutaneous morbid histology), sowie seine Beiträge zur Kosmetik in Form eines frühen Kurzen Repetitoriums der Kosmetik der Haut, der Haare, der Nägel u. des Mundes für Aerzte und Studierende, das auch in mehreren Auflagen auf Englisch erschien und das 1912 in ein größeres, von mehreren Wissenschaftlern getragenes, von Joseph herausgegebenem Handbuch der Kosmetik mündete.
Zwischen 1897 und 1920 gab er das Dermatologische Centralblatt heraus.